# Савельєв Максиміліан Олександрович
Максиміліан Олександрович Савельєв (19 лютого 1884, місто Нижній Новгород, тепер Російська Федерація — 15 травня 1939, місто Москва, тепер Російська Федерація) — радянський діяч, журналіст, директор Інституту В. І. Леніна при ЦК ВКП(б), голова президії Комуністичної академії при ЦВК СРСР. Член ВУЦВК, ЦВК СРСР. Академік Академії наук СРСР по Відділенню суспільних наук (соціально-економічні науки) (з 29.03.1932). Кандидат у члени ЦК ВКП(б) у 1930—1934 роках.

## Життєпис
Народився в родині землевласника, земського діяча, члена Державної думи перших трьох скликань, кадета Олександра Олександровича Савельєва. Походив із дворян Нижньогородської губернії. Закінчив гімназію в Нижньому Новгороді.
З 1902 по 1903 рік навчався в Московському університеті, закінчив три семестри, відрахований з університету через революційну діяльність.
Член РСДРП з 1903 року. Партійні псевдоніми Вєтров, Микита, Валер'ян, Петров.
Восени 1903 року заарештований. Після звільнення, з 1904 року працював у Нижньому Новгороді та Тулі, де був заарештований. У 1905 році проводив революційну діяльність у Санкт-Петербурзі. Учасник грудневого повстання 1905 року в Москві. У 1906 році переїхав до Катеринослава, де був заарештований. Після звільнення, з 1906 по 1907 рік — на підпільній роботі в Москві та Царицині.
З 1907 по 1910 рік перебував у Німеччині, член Німецької соціал-демократичної партії. У 1909 році пройшов курс економіки в Мюнхенському університеті. У 1911 році закінчив Лейпцигський університет, доктор філософії, дисертація «Залізоробна промисловість Півдня Росії».
Повернувся до Російської імперії. У 1911—1913 роках — редактор більшовицького журналу «Просвещение» і член редакції газети «Рабочий путь» («Правда»). Був двічі заарештований і засланий до Воронежа.
З 1913 року — на підпільній партійній роботі у Воронежі, Харкові, Саратові, Нижньому Новгороді, Москві, Києві. Декілька разів був заарештований, перебував 11 місяців у Таганській в'язниці Москви.
З березня 1917 року — агент ЦК РСДРП)б) у Києві, член Київського комітету РСДРП(б), секретар Київської ради робітничих депутатів.
З вересня 1917 року — завідувач редакції газети «Рабочий путь». У 1918 році — член редакції газети «Экономическая жизнь». Належав до групи «Лівих комуністів».
З вересня 1918 року — член Нарвського районного комітету РСДРП(б) міста Петрограда.
У 1919 році — редактор газети ЦК КП(б)У «Коммунист» у Києві. З 13 грудня 1919 року — голова Харківського губернського революційного комітету.
У 1920 році — секретар Туркестанського крайового комітету РКП(б).
У 1921—1922 роках — член президії та завідувач редакційно-видавничого відділу Вищої ради народного господарства (ВРНГ) РРФСР, редактор журналу «Народное хозяйство».
У 1921 — серпні 1928 року — заступник завідувача відділу історії партії (Комісії для збирання та вивчення матеріалів з історії Жовтневої революції та історії Російської комуністичної партії) (істпарту) при ЦК РКП(б) (ВКП(б)).
У 1921—1931 роках — редактор журналу «Пролетарская революция» та заступник завідувача при ЦК ВКП(б).
У 1922—1928 роках — редактор «Торгово-промышленной газеты».
У 1926—1927 роках — голова Промислового видавництва.
У серпні 1928 — 1930 року — директор Інституту В. І. Леніна при ЦК ВКП(б), член редакційної колегії газети «Правда».
З 21 липня 1929 року по 25 липня 1930 року — головний редактор газети «Известия ЦИК».
У 1930 році — редактор газети «Правда».
У 1931—1932 роках — заступник голови, в 1932—1936 роках — голова президії Комуністичної академії при ЦВК СРСР.
У 1936 — 15 травня 1939 року — заступник директора Інституту Маркса—Енгельса—Леніна при ЦК ВКП(б).
У 1936—1938 роках — директор Інституту економіки Академії наук СРСР.
Помер 15 травня 1939 року в Москві. Похований в колумбарії Новодівочого цвинтаря Москви.

## Наукова діяльність
Теорію марксизму-ленінізму викладав у статтях: «Посилення боротьби за більшовицьку теорію» (1931), «Історичне значення вчення К. Маркса» (1933), «II з'їзд і боротьба Леніна за революційну теорію» (1933), «Ленін в боротьбі за революційну теорію» (1934), монографії «Маркс про пролетарську революцію, збройне повстання, диктатуру пролетаріату» (1933), лекції «Марксизм-ленінізм» (1933), доповіді «Вчення Леніна про партію» (1933), розділу збірника «10 років боротьби за ленінську теорію»—" Ленінізм і революційна боротьба міжнародного пролетаріату" (1934).
Історія партії і революції відображена в численних статтях і доповідях: «Період підготовки і проведення Жовтневої революції» (1926), «Шістнадцята конференція ВКП(б)» (1929), «Ленін та 9 січня» (1931), «Історичне коріння більшовизму (до 30-річчя II з'їзду партії)» (1933), «Виникнення більшовизму і II з'їзд партії (як виникла і утворилася партія більшовиків)» (1933), «Боротьба партії більшовиків за жовтень» (1933), «Перший з'їзд РСДРП. Мінськ 13—15 (1—3 березня) 1898 р.» (1936), «Боротьба навколо „Квітневих тез“ в Києві в 1917 р» (1937).
Роль Леніна в економічній політиці держави висвітлена в працях: «Ленін і продподаток» (1921), «Перші висловлювання Леніна про НЕП» (1921), «Ленін і НЕП» (1930), «Ленін про господарський план електрифікації» (1931).
Розвиток радянської науки, виховання нових кадрів радянських вчених описані в статтях: «Сімнадцята партконференція і основні науково-дослідні завдання, які стоять перед Комакадемією в 1932 році» (1932), «Комуністична академія і її боротьба на теоретичному фронті» [1934], «Радянська наука і пролетаріат» (1935), виступ на XVII з'їзді ВКП(б) «Завдання науково-дослідницької роботи на теоретичному фронті на даному етапі» (1934).
Багато робіт присвячено економічному становищу СРСР, історії народного господарства: «Нова економічна політика і наші товарні біржі» (1921), «Запити села і наша промисловість» (1921), «Велика промисловість в РРФСР» (1922), «Світове господарство і міжнародне становище СРСР» (1924), «Соціалістична раціоналізація» (1926), «Споживча кооперація напередодні Жовтневої революції» (1928), «Міжнародне значення п'ятирічки»(1931), «Диктатура пролетаріату і будівництво соціалістичної економіки» (1934).